# Alcatel One Touch M'Pop
De Alcatel One Touch M'Pop is een smartphone van het Franse bedrijf Alcatel-Lucent en werd geïntroduceerd in januari 2013. Het toestel maakt deel uit van de Go Pop-serie, een lijn van goedkope smartphones waartoe ook de X'Pop, de T'Pop en de S'Pop behoren.

## Buitenkant
De M'Pop wordt bediend door middel van een capacitief touchscreen. Dit tft-scherm heeft een resolutie van 800 bij 480 pixels en een schermdiagonaal van 4 inch, wat uitkomt op 233 pixels per inch. Vergeleken met andere smartphones is de M'Pop dik: 10,9 millimeter. Aan de achterkant bevinden zich een camera en een flitser en aan de voorkant een camera met VGA-resolutie voor videobellen.

## Binnenkant
De smartphone maakt gebruik van het besturingssysteem Android 4.2.2, ook wel "Jelly Bean" genoemd. De telefoon beschikt over een dualcore-processor van MediaTek geklokt op 1 GHz. Het heeft een werkgeheugen van 512 MB en een opslaggeheugen van 4 GB, wat uitgebreid kan worden via een microSD-kaart. De telefoon heeft een 1500 mAh Li-ionbatterij.